# La linea della palma. Saverio Lodato fa raccontare Andrea Camilleri
La linea della palma. Saverio Lodato fa raccontare Andrea Camilleri è un libro, con alcune illustrazioni fotografiche, pubblicato nel 2002 dall'editore Rizzoli, che riporta un'intervista di Andrea Camilleri ad opera del giornalista Saverio Lodato. 

## Contenuti

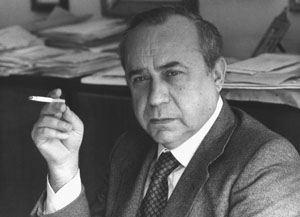
Leonardo Sciascia

In una lunga conversazione con il giornalista Saverio Lodato, Camilleri racconta se stesso e l'Italia che il suo tempo ha attraversato. La Sicilia, prima e dopo la guerra, soprattutto quella della sua infanzia, che permane in quella sua particolare lingua dialettale letteraria che lo accompagna nella trama fantastica dei suoi romanzi. La sua lunga esperienza di uomo di spettacolo a Roma e di militante politico del partito comunista che lo porta a sconsolate ed ironiche considerazioni sul governo attuale.
La "linea della palma",  l'estendersi cioè della mafia e della mentalità mafiosa che ormai si è diffusa non solo in Italia ma anche in Europa come un'epidemia che mina i fondamenti civili di un popolo, spinge Camilleri nella conclusione del libro, ad affermare polemicamente l'impellente necessità di un rinnovamento politico e morale italiano.

## Edizioni
- Saverio Lodato-Andrea Camilleri, La linea della palma. Saverio Lodato fa raccontare Andrea Camilleri, Milano, Rizzoli, 2002,  p. 417, ISBN 88-17-87050-1. - Collana Oscar Bestsellers, Milano, Mondadori, 2020, ISBN 978-88-047-2916-7
- Edizione Audible Durata: 13 ore e 9 min Data di pubblicazione: 22/07/2020